# Julio Adalberto Rivera Carballo
Julio Adalberto Rivera Carballo (* 2. September 1921 in Zacatecoluca; † 29. Juli 1973 in San José Guayabal) war vom 1. Juli 1962 bis 1. Juli 1967 Präsident von El Salvador.
Rivera Carballo war Oberst der Fuerzas Armadas de El Salvador. Er beteiligte sich am 25. Januar 1961 an einem Militärputsch gegen die Junta Cívico-Militar welcher Oberst Miguel Ángel Castillo vorsaß. Vom 25. Januar 1961 bis September 1961 war er Mitglied des Directorio Cívico Militar, das zu dieser Zeit El Salvador regierte. Bei seiner Wahl 1962 wurden 400.118 Stimmen gezählt, nicht angekreuzt hatten 19.337, ungültig hatten 11.980 gestimmt und 368.801 haben den einzigen Kandidaten gewählt.
Er war Kandidat der Partido de Conciliación Nacional und wurde so für fünf Jahre zum Präsidenten gewählt. Anschließend diente er von 1968 bis 1973 als Botschafter El Salvadors für die USA sowie für die UN.

## Regierungskabinett
- Vize-Präsident: Francisco Roberto Lima.
- Außenminister: Héctor Escobar Serrano.
- Innenminister: Oberst Fidel Sánchez Hernández.
- Justizminister: Álvaro Marino.
- Finanzminister: Humberto Bernal hijo.
- Wirtschaftsminister: Salvador Jáuregui.
- Bildungsminister Ernesto Revelo Borja.
- Ministro de Defensa y Seguridad Pública: Oberst Marco Aurelio Zacapa.
- Arbeitsminister: Alberto Ulloa Castro.
- Landwirtschaftsminister: Mario Sol hijo.
- Gesundheitsminister: Ernesto R. Lima.
- Minister für öffentliche Arbeiten: Julio Noltenius.[2]